# Newsweek
Њузвик (енгл. Newsweek) је амерички недељни часопис са седиштем у Њујорку. Први број часописа изашао је 17. фебруара 1933. Њузвик је по тиражу и по приходима од реклама на другом месту међу недељницима у САД, иза часописа Тајм. Дистрибуише се широм САД и света, а постоје четири едиције часописа на енглеском језику и 12 на другим језицима.
У новембру 2010, дошло је до спајања Њузвика и сајта The Daily Beast, а према условима спајања, главна уредница сајта The Daily Beast, Тина Браун, постала је и главна уредница Њузвика.
У фебруару 2015. покренут је Њузвик Србија као недељник.